# Mattanya Cohen

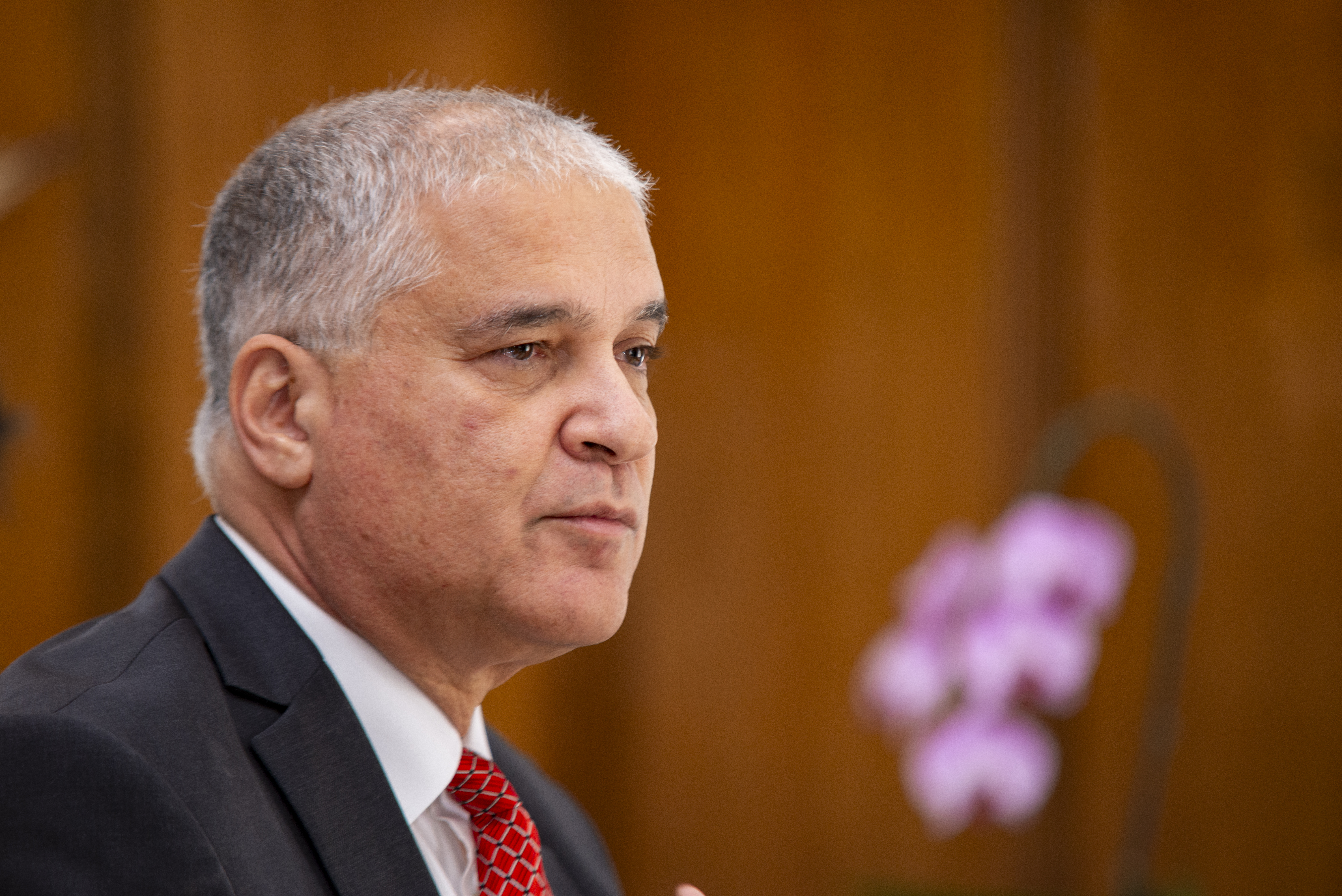
Mattanya Cohen (2024)

Mattanya Cohen (hebräisch מתניה כהן; * 1965 in Jerusalem) ist ein israelischer Botschafter.

## Leben
Cohen diente in den israelischen Streitkräften und erlangte den Rang eines Hauptmannes. Nach Beendigung seines Wehrdienstes studierte er Internationale Beziehungen an der Hebräischen Universität Jerusalem. 1991 promovierte er und begann im israelischen Außenministerium zu arbeiten. Von 1993 bis 1996 war er Zweiter Sekretär an der israelischen Botschaft in Lima und danach von 1996 bis 1999 Erster Sekretär an der israelischen Botschaft in Nikosia. Von 1999 bis 2001 war Cohen Berater für den Mittleren Osten in der Wirtschaftsabteilung des israelischen Außenministeriums. Hierbei fiel die Entwicklung wirtschaftlicher Beziehungen zwischen Israel, den arabischen Ländern und der Palästinensischen Autonomiebehörde in seinen Aufgabenbereich.
Sein nächster Posten führte Cohen nach Miami, wo er von 2001 bis 2005 als israelischer Konsul arbeitete. 2005 wurde er stellvertretender Leiter der Abteilung Lateinamerika im israelischen Außenministerium. 2006 erfolgte seine Ernennung zum Leiter der Abteilung Zentralamerika und die Karibik. Als solcher vertrat er Israel bei den Generalversammlungen der Organisation Amerikanischer Staaten 2005 in Florida und 2006 in Santo Domingo.
Im Juli 2007 wurde Cohen zum israelischen Botschafter in El Salvador und Belize ernannt.
Cohen ist verheiratet und hat zwei Kinder.